# Etica pratica
Etica pratica (Practical Ethics) è un saggio introduttivo all'etica applicata scritto dal filosofo e bioetico Peter Singer. Pubblicato per la prima volta in inglese nel 1979, da allora è stato tradotto in numerosissime lingue, tra cui l'italiano nel 1989. 

## Sommario
Singer analizza nel dettaglio come e perché gli interessi degli esseri viventi devono essere valutati. Dal suo punto di vista, l'interesse degli esseri viventi dovrebbero essere pensati in base alle proprietà concrete dell'essere vivente stesso, e non in base alla sua appartenenza a qualche gruppo astratto. Singer studia diverse questioni etiche, tra cui la razza, il sesso, le abilità, la specie, l'aborto, l'eutanasia, la sperimentazione sulle cellula staminale, i diritti degli animali, e tutto ciò che è connesso all'assistenza verso gli altri individui. La seconda edizione, stampata nel 1993, contiene capitoli aggiuntivi riguardanti i rifugiati, l'ambiente, la disabilità e la sperimentazione embrionale.. La terza edizione, pubblicata nel 2011, sostituisce il capitolo sui rifugiati con un nuovo capitolo sui cambiamenti climatici. 
Il libro ha sollevato indignazione in Germania, Austria e Svizzera.